# Bătălia de la Aqaba
Bătălia de la Aqaba (6 iulie 1917) s-a dat pentru portul Aqaba de la Marea Roșie (acum în Iordania) în timpul Revoltei arabe din Primul Război Mondial. Forțele atacatoare, conduse de Sherif Nasir și Auda abu Tayi și consiliate de T. E. Lawrence („Lawrence al Arabiei”), au fost victorioase asupra apărătorilor Imperiului Otoman.

## Context
Gilbert Clayton îi spusese deja lui Lawrence: „Mutarea la Aqaba din partea lui Feisal nu este în prezent de dorit...”  Acest lucru s-a datorat faptului că Corespondența McMahon-Hussein a fost înlocuită de Acordul Sykes-Picot. Lawrence, cu toate acestea, a decis să meargă pe propriul drum, fără ordine. Lawrence a numit-o o afacere privată, lipsită de sprijin britanic, deoarece „Feisal a oferit bani, cămile, magazine și explozivi”.:257–58
Călătoria prin deșert de 600 de mile a fost condusă de Sherif Nasir, în timp ce Lawrence a fost însoțit de Nesib el-Bekri și de Auda Abu Tayi, conducătorul tribului nordic Howeitat al beduinilor.  Forța totală la 9 mai 1917, când s-au îmbarcat, au fost 45 de bărbați Howeitat și  cămila luo Ageyl.:269
Aqaba era înconjurată de munți la nord și est și conectată la interior cu Wadi Itm. Defileul lung și îngust putea fi folosit de otomani pentru a bloca orice invazie britanică pe mare, deși nu a împiedicat Marina Regală să bombardeze situl. Până în 1917, garnizoana otomană a crescut la 300 – în principal jandarmerie otomano-arabă – de la 100 în 1914. Potrivit lui Neil Faulkner, „Înaltul comandament britanic a fost mult timp îngrijorat de Aqaba”. Britanicii se temeau că o Aqaba otomană va amenința flancul lui Archibald Murray sau că raidurile otomane s-ar putea dezvolta în Peninsula Sinai sau că ar putea fi folosite ca bază pentru submarine germane în Marea Roșie.
Potrivit lui T.E. Lawrence, „arabii aveau nevoie de Akaba: în primul rând, pentru a-și extinde frontul, care era principiul lor tactic; și, în al doilea rând, să se conecteze cu britanicii”.  Lawrence mai spune: „Pregăteam împreună cu Auda abu Tayi un marș spre Howeitat în pășunile lor de primăvară din deșertul sirian. De la ei am putea ridica o forță mobilă de cămilă și am grăbi Akaba din est fără arme sau mitraliere. Estul era partea nepăzită, linia de rezistență minimă, cea mai ușoară pentru noi”.

## Bătălie și campanie

### Preludiul
Newcombe și Lawrence s-au străduit să înșele armata turcă că obiectivul lor a fost un atac asupra Damascului și Alepului, atrăgând atenția de la adevăratul lor țel de Aqaba. Expediția a început să se îndrepte spre Aqaba în luna mai. Ei au pierdut trei oameni în urma atacurilor șerpilor din regiunea Wadi Sirhan, în timp ce Nuri Shaalan a fost plătit cu 6.000 de lire sterline în aur pentru utilizarea lui Wadi Sirhan ca bază. În timp ce se aflau în Bair, Lawrence și Auda au decis să atace linia de cale ferată din zona Daraa, pentru a-i convinge pe turci că principala forță arabă se afla la Azrak în Sirhan. Negăsind ținte potrivite care să se îndrepte spre nord, Lawrence și Zaal au ajuns să atace stația Atwi la sud de Amman, înainte de a se întoarce la Bair.:228, 263, 269–70, 285–87, 293–94

### Aba al Lasan și Aqaba

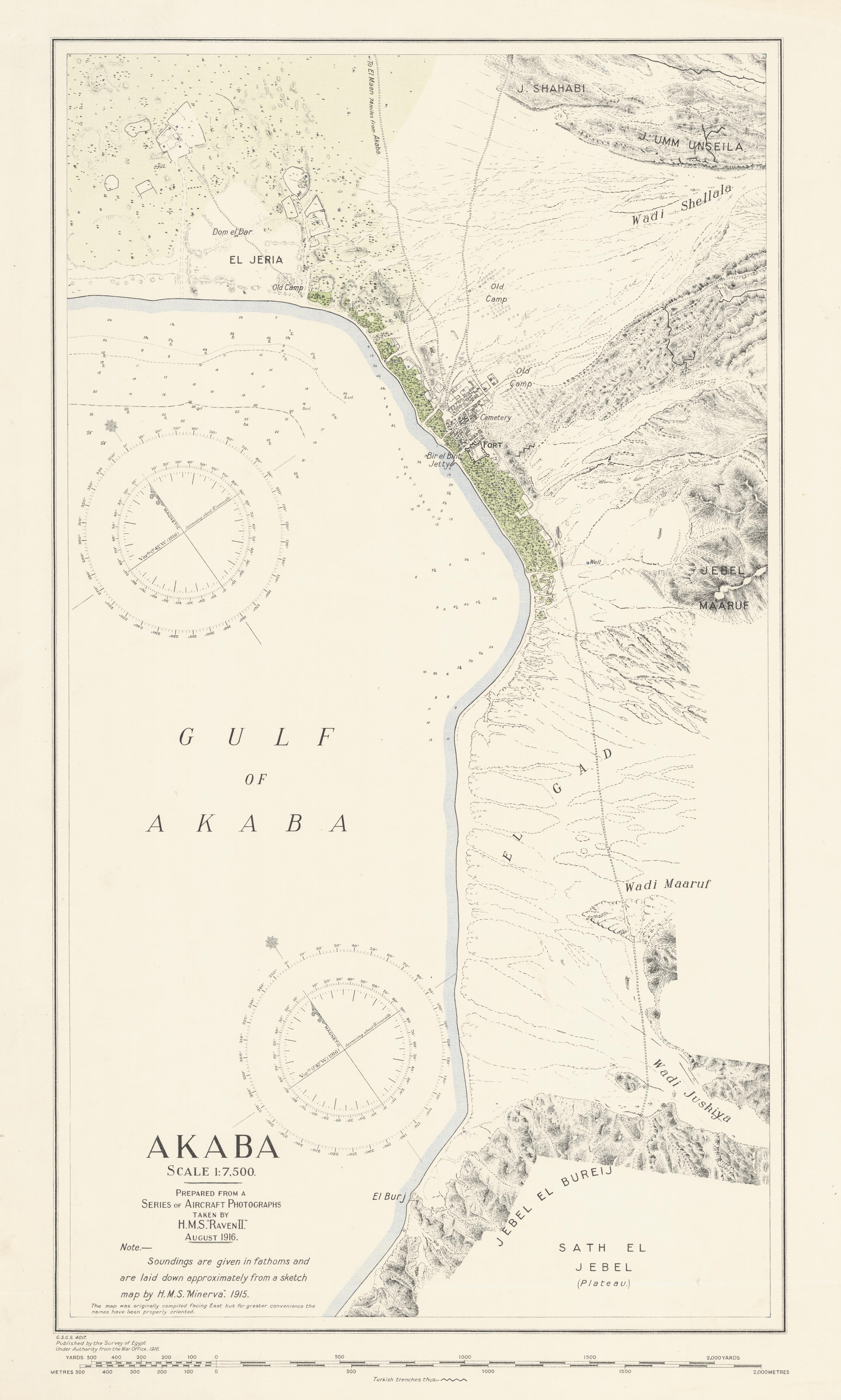
Harta Aqaba (1916)

Trei clanuri Howeitat de pe Nagb el Shtar, Dhumaniyeh, Darausha și Dhiabat, au ajutat efortul de a asigura trecerea lui Aba el Lissan, de-a lungul drumului Maan-Aqaba. Dhumaniyeh a atacat blocul Fuweilah în trecere, în timp ce forțele arabe conduse de Auda și Lawrence au atacat garnizoana Ghadir el Haj de-a lungul liniei de cale ferată la sud de Maan, distrugând zece poduri. Cu toate acestea, Dhumaniyeh nu a reușit să păstreze controlul asupra trecerii atunci când un batalion turc de ajutorare condus de Niaz Bey a sosit, ocupând Aba el Lissan.:295–99, 309

## În cultura populară
Campania și bătălia au fost descrise în filmul Lawrence al Arabiei, deși cu unele libertăți creative luate și evenimente comprimate.